# Hans Kornberg
Hans Kornberg (Bad Salzuflen, 14 de gener de 1928 – Falmouth, 16 de desembre de 2019) va ser un bioquímic britànic d'origen jueu i alemany.
Kornberg deixà Alemanya, arran del domini nazi, el 1939. Va treballar d'ajudant de Dr Hans Krebs a la Universitat de Sheffield. Posteriorment s'interessà per la bioquímica i l'exercí a la Universitat de Leicester i també a la Universitat de Cambridge.
El 1995 es va traslladar a la Universitat de Boston on ensenyà bioquímica i hi va fer recerca científica sobre la natura del transport de glúcids en els microorganismes.